# NGC 4275
NGC 4275 ist eine Spiralgalaxie vom Hubble-Typ Sb im Sternbild Coma Berenices am Nordsternhimmel. Sie ist schätzungsweise 103 Millionen Lichtjahre von der Milchstraße entfernt und hat einen Durchmesser von etwa 35.000 Lichtjahren. Sie bildet gemeinsam mit 2MASX J12195094+2736102 ein optisches Galaxienpaar.

Im selben Himmelsareal befinden sich u. a. die Galaxien IC 3135, IC 3165, IC 3168, IC 3172.
Das Objekt wurde am 11. April 1785 von Wilhelm Herschel entdeckt.